# 颱風布賴恩 (1989年)
颱風布賴恩 (Brian) 是1989年太平洋台风季中的其中一個热带气旋。

## 影響
英屬香港
當地懸掛最高風球信號： 三號強風信號
天文台在9月30日下午5時10分懸掛一號戒備信號，當時布賴恩集結於香港之東南偏南約280公里。吹和緩東北風，翌日離岸吹強風。當日下午轉吹偏東風。隨着布賴恩繼續增強，天文台在10月1日下午3時45分改掛三號強風信號。黃昏時風力普遍達強風程度，離岸間中吹烈風。同時，一股強烈東北季候風影響中國東南部。隨着受布賴恩的影響減少，該季候風成為主導，天文台在10月2日中午改掛強烈季候風信號取代三號強風信號。布賴恩在10月1日早上8時左右最接近香港，當時位於香港東南偏南約270公里。天文台總部於同日上午4時及5時錄得最低瞬時海平面氣壓1007.1百帕斯卡。
當一號戒備信號在9月30日懸掛時，香港多雲，有微雨。10月2日晚停雨，翌日轉為多雲，部份時間有陽光。

## 外部連結
- . 國立情報學研究所. （英文）